# Carel Jacobus Behr

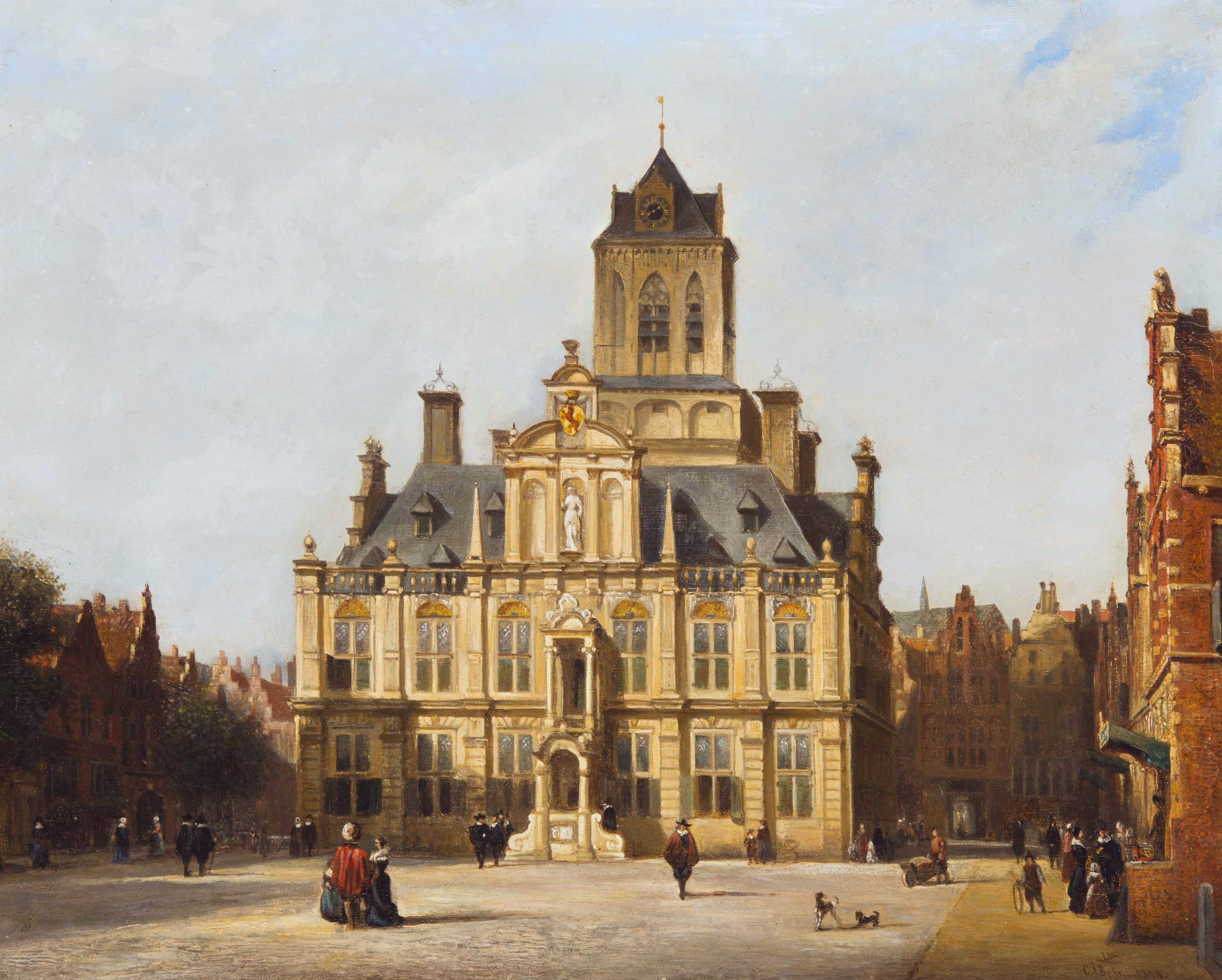
Rathaus von Delft

Carel Jacobus Behr (* 9. Juli 1812 in Den Haag; † 11. November 1895 ebenda) war ein niederländischer Vedutenmaler.
Er war Schüler von Bartholomeus Johannes van Hove. Er wurde ein bekannter Haager Vedutenmaler. Johannes Bosboom belebte seine Stadtansichten mehrfach mit Figuren, so dass diese Bilder von beiden signiert wurden. Dies wurde manchmal missbraucht, weil der Name Behr verschwand und nur der Name Bosboom blieb; auch Gijsbertus Craeyvanger malte manchmal Figuren auf seinen Veduten. Behr nahm ab 1827 an Ausstellungen in Amsterdam und Den Haag teilgenommen. 